# Dreissena tschaudae
Dreissena tschaudae is een tweekleppigensoort uit de familie van de Dreissenidae.